# Kuchen

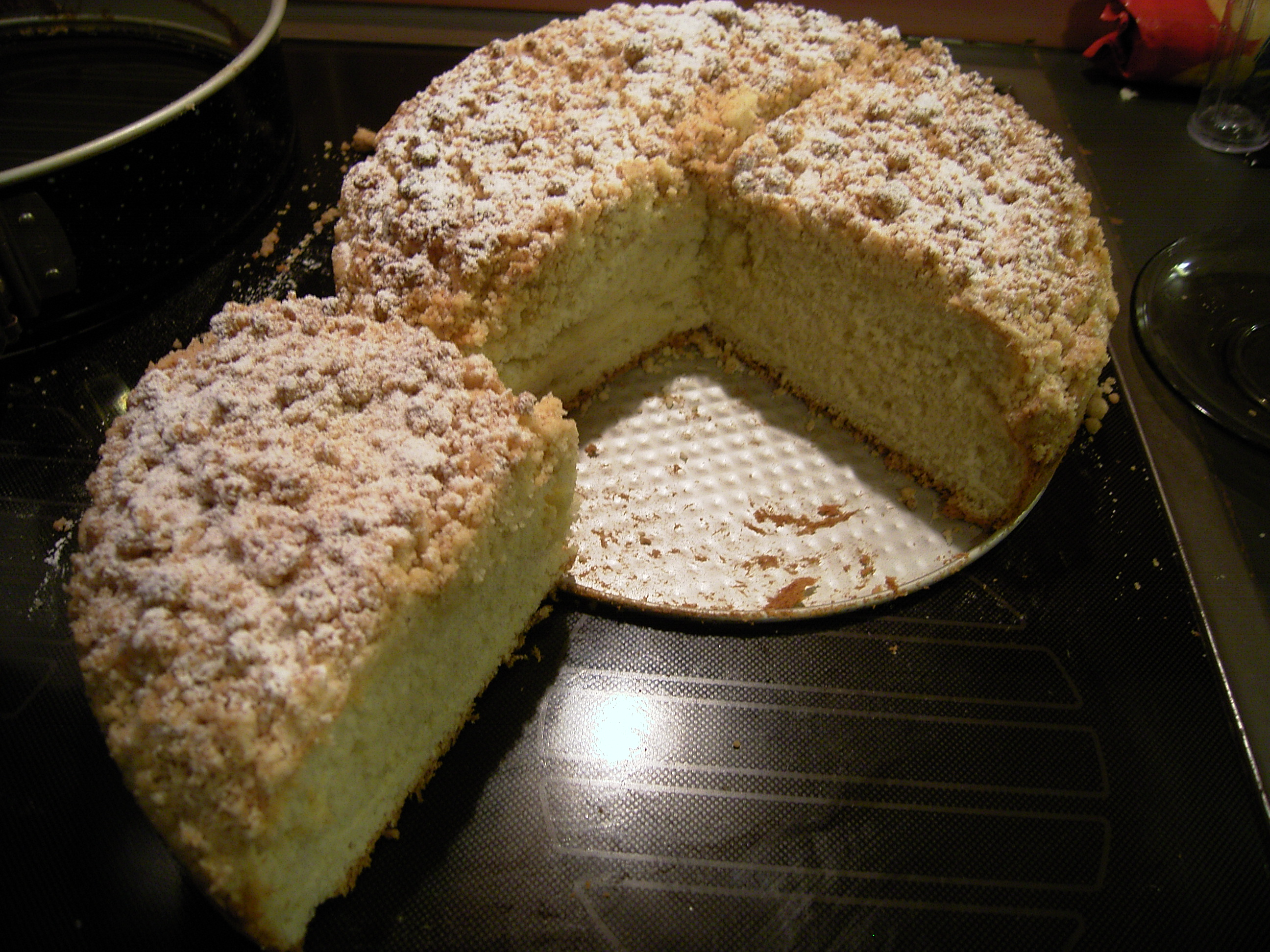
Ein frisch gebackener Streuselkuchen aus einer Springform

Der Kuchen gehört zu den feinen Backwaren. Es handelt sich um ein zumeist süßes Backwerk. Man unterscheidet vor allem nach der Art der Herstellung Blechkuchen sowie Kuchen, die in einer Backform gebacken werden. Im Gegensatz zu einer Torte wird ein Belag oder eine Füllung nicht nach dem Backen zugesetzt, sondern mitgebacken. Umgangssprachlich wird dieser Unterschied nicht immer strikt eingehalten, es werden also auch gewisse Kuchen als Torten bezeichnet (z. B. Quarktorte, Bündner Nusstorte, Linzer Torte). Zum Teil wird der Kuchen nach dem Backen glasiert. Herzhafte Kuchen sind Zwiebelkuchen, Flammkuchen und Speckkuchen.

## Allgemeines

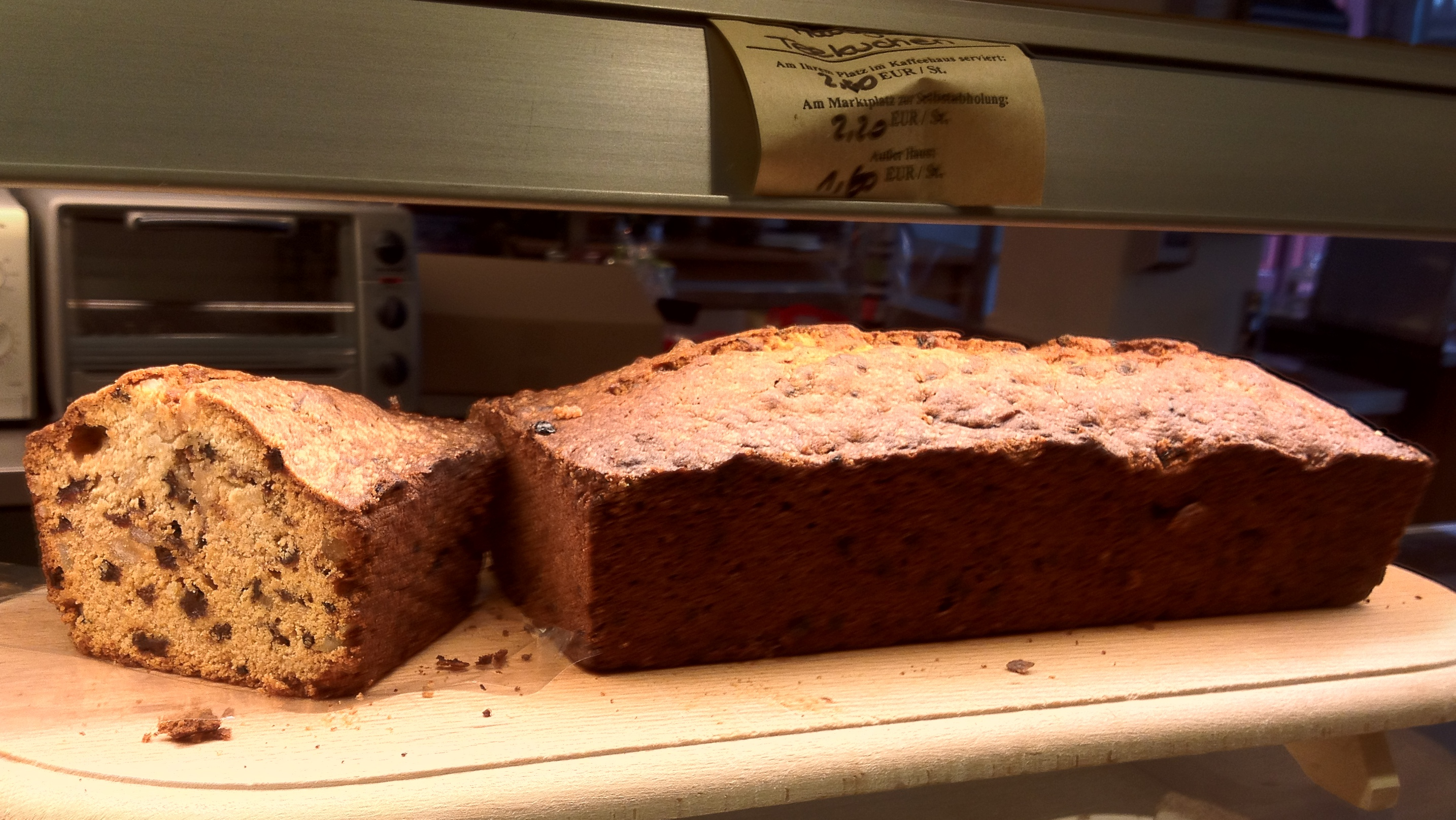
Teekuchen mit Rosinen aus einer Kastenform

Der Kuchenteig besteht je nach Rezept zumeist aus Mehl, Zucker, Bindemittel, (z. B. Ei) sowie Fett (Butter oder Margarine), einer Flüssigkeit (Milch, Wasser oder Fruchtsaft), Aromen (z. B. Backaroma) und einem Triebmittel (Backpulver oder Hefe), die miteinander vermengt werden. Für manche Kuchen werden einige dieser Zutaten ausgetauscht oder weggelassen, beispielsweise enthalten glutenfreie Kuchen statt handelsüblichem Mehl aus Getreide geriebene Nüsse, Samen oder Kokosmehl. Die Zugabe von Flüssigkeit ist auch nicht bei allen Kuchen notwendig, und bei manchen Teigarten wie beispielsweise Biskuit kann das Triebmittel weggelassen werden, da die aufgeschlagenen Eier für ausreichend Luftigkeit sorgen. Wichtige Teigarten sind Hefeteig, Mürbeteig (Knetteig) und Rührteig.
Bäckereien und Konditoreien bieten Kuchen stückweise oder als Backblecheinheiten an. In Supermärkten gibt es von Großbäckereien hergestellte Kuchen.
Das Backen von Kuchen ist vor allem in Europa und Nordamerika traditionell verbreitet, während es auf anderen Kontinenten nur eine untergeordnete Rolle spielt; in Asien sind fast ausschließlich Reiskuchen bekannt. In China haben außerdem die Mondkuchen eine besondere Bedeutung.
In Europa wird Kuchen traditionell nachmittags zu Kaffee und Kuchen oder zum Sonntagskaffee verzehrt. Häufig wird Kuchen zu Geburtstagsfeiern oder zu besonderen Anlässen gebacken.
Verschiedene Gerichte oder Backwaren, die den Kuchenbegriff im Namen tragen, wie Pfannkuchen (Eierspeisen), auch der Berliner Pfannkuchen als Siedegebäck, Schmandkuchen oder die regional als Erdbeerkuchen bezeichnete Erdbeertorte, zählen nicht zu den Kuchen. Auch der Kalte Hund oder Kellerkuchen, der nicht im eigentlichen Sinne gebacken, aber zumeist als „Kuchen“ serviert wird, ist demnach ein Dessert oder auch Süßspeise, ähnlich wie Tiramisu.

## Geschichte
Im antiken Griechenland war plakous das Wort für Kuchen und hatte denselben Stamm wie das Wort für flach (verwandt mit Fladen). Im Lateinischen wurde daraus placenta, was heute in abgewandelter und übertragener Bedeutung der Begriff für Mutterkuchen ist, und im Deutschen Plätzchen. Im zweiten Jahrhundert v. Chr. beschrieb Cato einen Kuchen, der dem modernen Käsekuchen ähnelte. Die Römer verwendeten in der Antike bereits Hefe zum Backen. Im Mittelalter war der verbreitetste Kuchen eine Art süßes Brot oder Früchtebrot. Feines Gebäck kam erst mit der Verbreitung feinen Zuckers seit dem 16. Jahrhundert auf; in diese Zeit fällt die Einführung des Biskuitteigs. Spätestens im 17. Jahrhundert wurden frühe Modelle der Springform zum Backen verwendet. Im 19. Jahrhundert kamen Speisesoda und Backpulver auf den Markt. Neue Zutaten wie Schokolade bzw. Kakao und Vanille wurden erst ab dem 18. Jahrhundert für Kuchen und Torten verwendet.

## Metaphorik
In seiner Abendmahlsmystik verwendet Martin Luther mehrfach das Bild vom Kuchen, um die innige Verbundenheit des Glaubenden mit Christus zu beschreiben, dass wir eyn kuch werden mit yhm.

## Bekannte/beliebte Kuchen
| - Apfelkuchen - Apfelstrudel - Bananenbrot - Baumkuchen - Bienenstich - Butterkuchen - Cupcake - Eierschecke - Englischer Kuchen - Geburtstagskuchen - Gugelhupf - Hefekuchen - Heidelbeerkuchen | - Käsekuchen - Kirschkuchen - Lebkuchen - Marillenkuchen - Marmorkuchen - Mohnkuchen - Mooskuchen - Muffins - Nusskuchen - Obstkuchen - Orangenkuchen - Panettone - Petit Gâteau | - Pflaumenkuchen - Red Velvet Cake - Russischer Zupfkuchen - Rüeblitorte - Rührkuchen - Sandkuchen - Schokoladenkuchen - Stollen - Streuselkuchen - Tassenkuchen - Zitronenkuchen - Zwiebelkuchen |  |